# Либертас

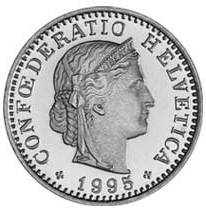
Либертас изображена на монетах нескольких стран, таких как изображенная здесь швейцарская монета в двадцать рапенов

Либе́ртас (лат. Libertas) — в древнеримской религии и мифологии богиня, олицетворявшая свободу. Ей были посвящёны храмы на Авентинском и Палатинском холмах. В эпоху Империи часто чеканили монеты с изображением Либертас.
Греческий эквивалент богини Либертас — это Элеутерия, также служившая олицетворением свободы.

## История
Культ Либертас возник одновременно с Римской республикой и был связан с ниспровержением царей Тарквиниев. Ей поклонялись члены известного в Риме плебейского рода Юниев, из которого, в частности, происходил Марк Юний Брут младший, ярый приверженец Республики и убийца Гая Юлия Цезаря. В 238 году до н. э., до Второй Пунической войны, Тиберий Гракх построил храм Либертас на Авентинском холме. Последующий храм, посвящённый Либертас, был построен в 58—57 годах до н. э. народным трибуном Публием Клодием Пульхром на Палатинском холме, ещё одном из семи холмов Рима. Построив и освятив храм в бывшем доме тогдашнего ссыльного Цицерона, Клодий хотел, чтобы земля была юридически непригодной для проживания. По возвращении Цицерон смог добиться признания недействительности освящения и, таким образом, вернул землю, уничтожив храм. В 46 год до н. э. римский сенат проголосовал за создание и посвящение святыни Либертасу в знак признания заслуг Гая Юлия Цезаря, но храм так и не был построен; вместо этого на Римском форуме стояла небольшая статуя богини.

## Память

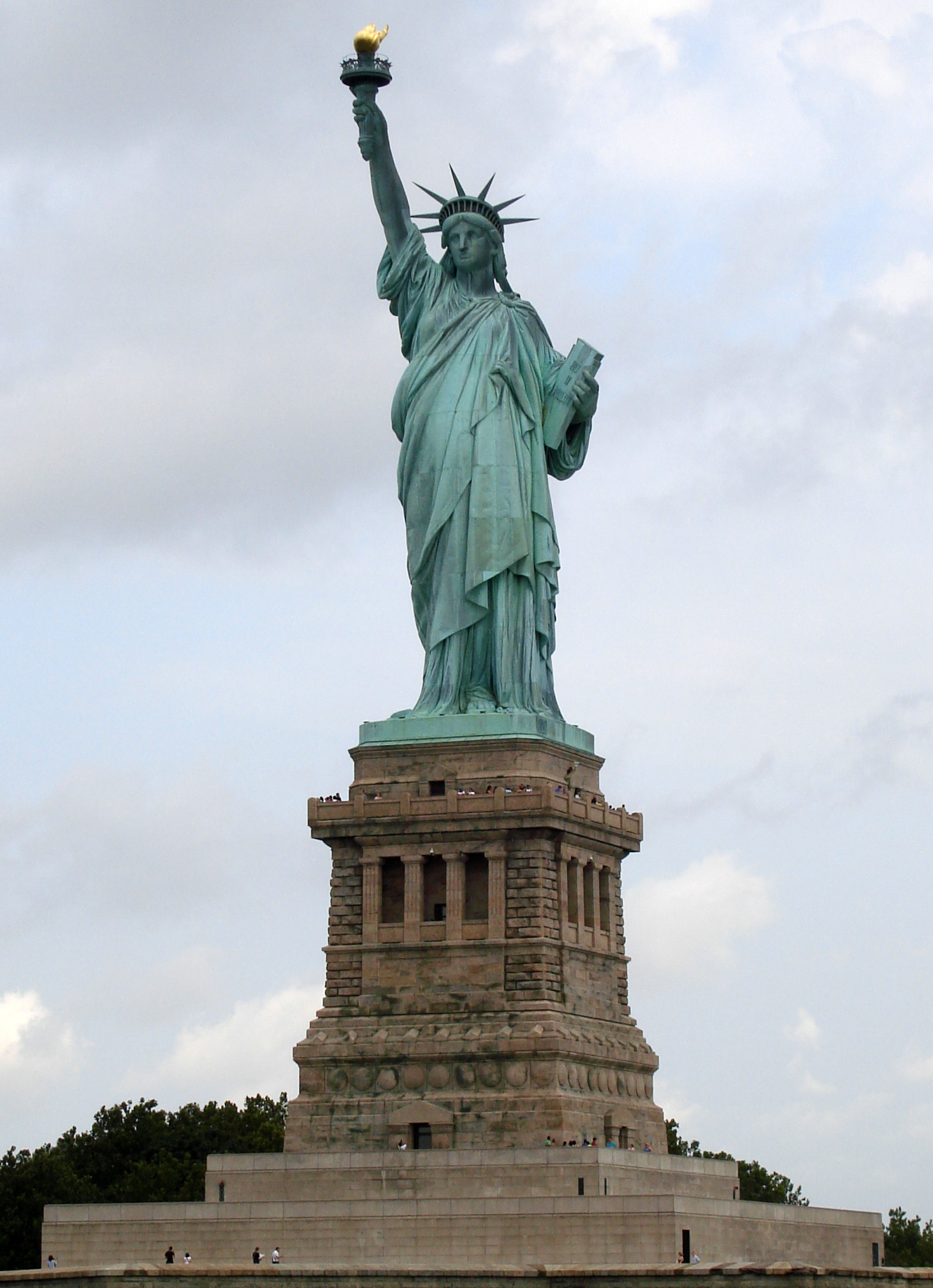
Статуя Свободы в Нью-Йорке — современный образ древней богини Либертас

Либертас, наряду с другими римскими богинями, послужила источником вдохновения для многих современных символов, включая Статую Свободы на острове Свободы в США. Так, Либертас была изображена на Большой печати Франции, созданной в 1848 году. Это образ позже повлиял на французского скульптора Фредерика Огюста Бартольди во время работы над знаменитой статуей «Свобода, озаряющая мир», даром Франции к столетию независимости США.
На протяжении всей истории неоднократно чеканились деньги с именем или изображением Либертас. Так, богиня была изображена на монетах Гальбы «Свобода народа» во время его короткого правления после смерти Нерона. Как «Свобода», Либертас изображена на лицевой стороне (большей части) монет США в XX веке. Известно, что по меньшей мере два частных банка в Северной Каролине изображали Либертас на своих банкнотах; кроме того, Либертас изображена на монетах Швейцарии в 5, 10 и 20 раппенов.

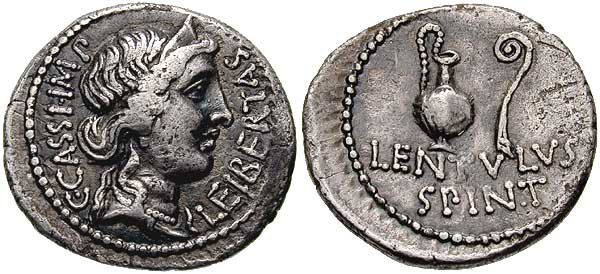
Римский денарий (42 г. н. э.)
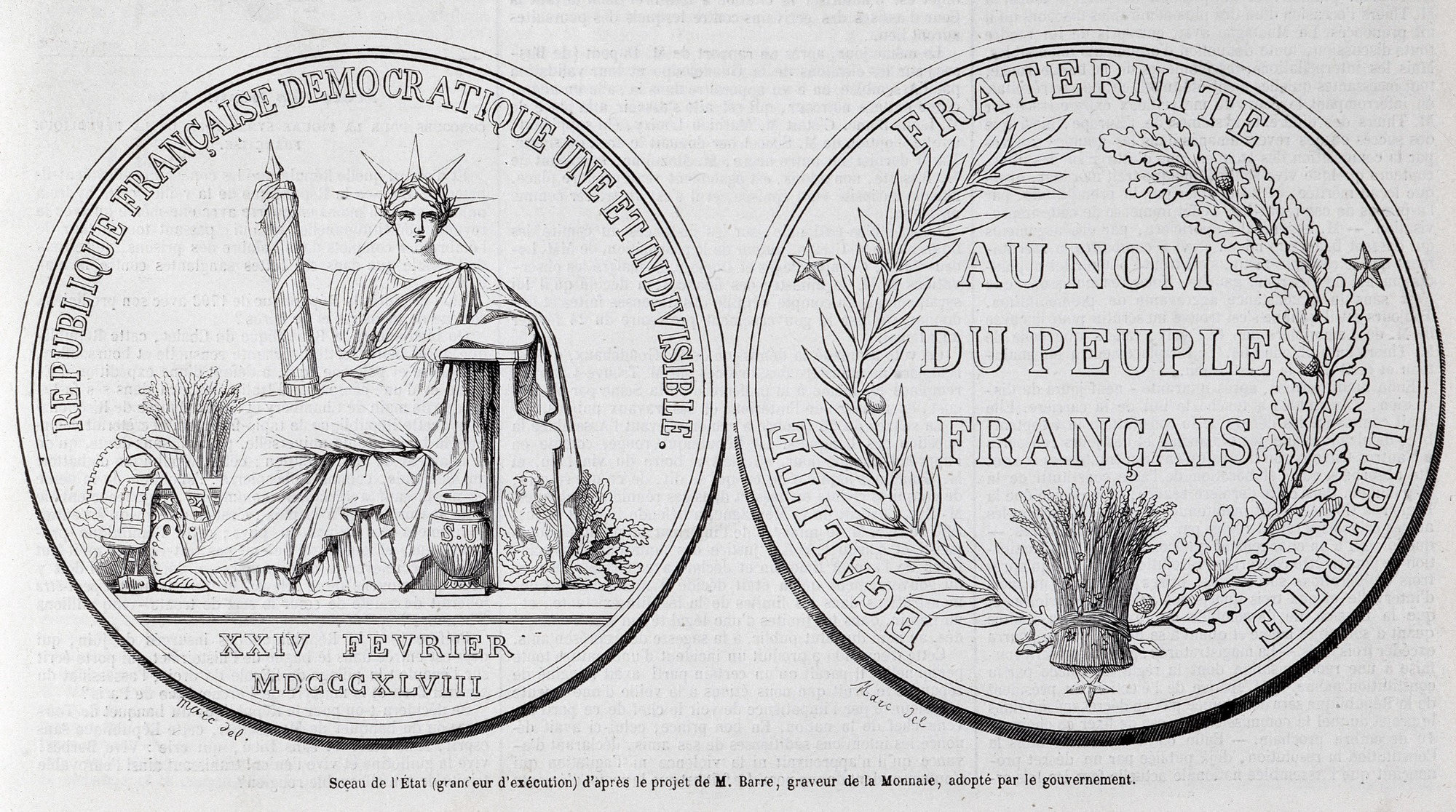
Большая печать Франции
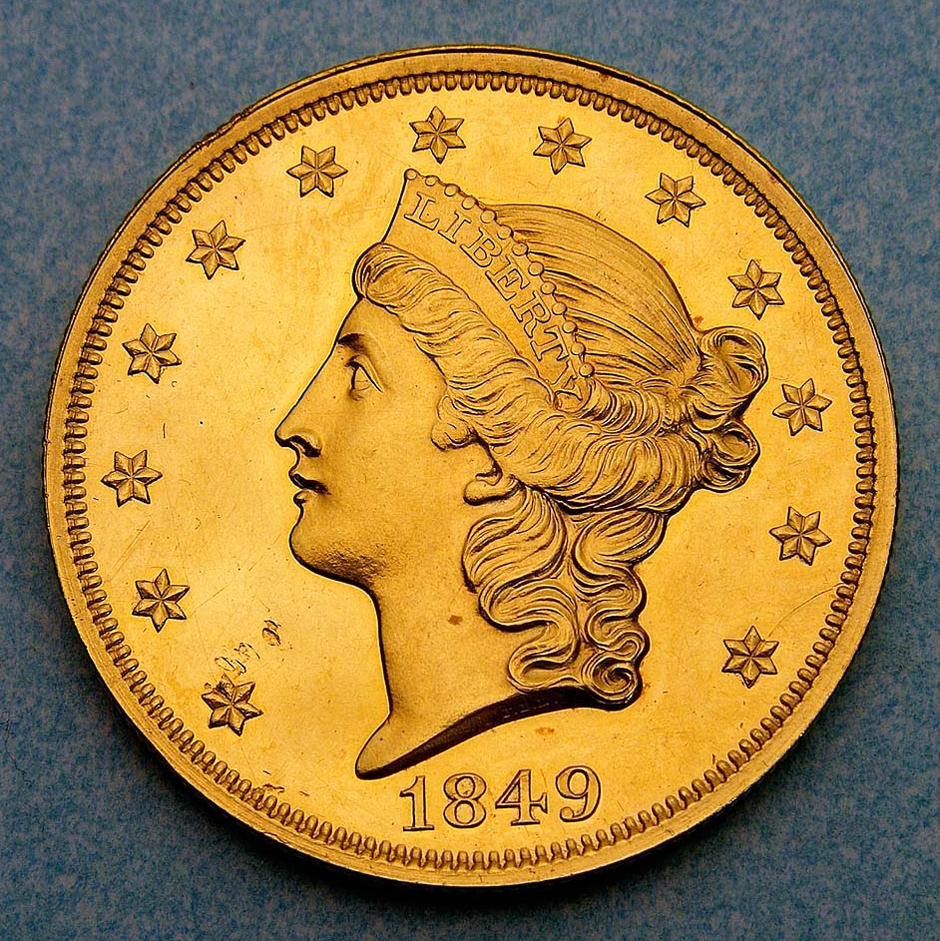
20 долларов США
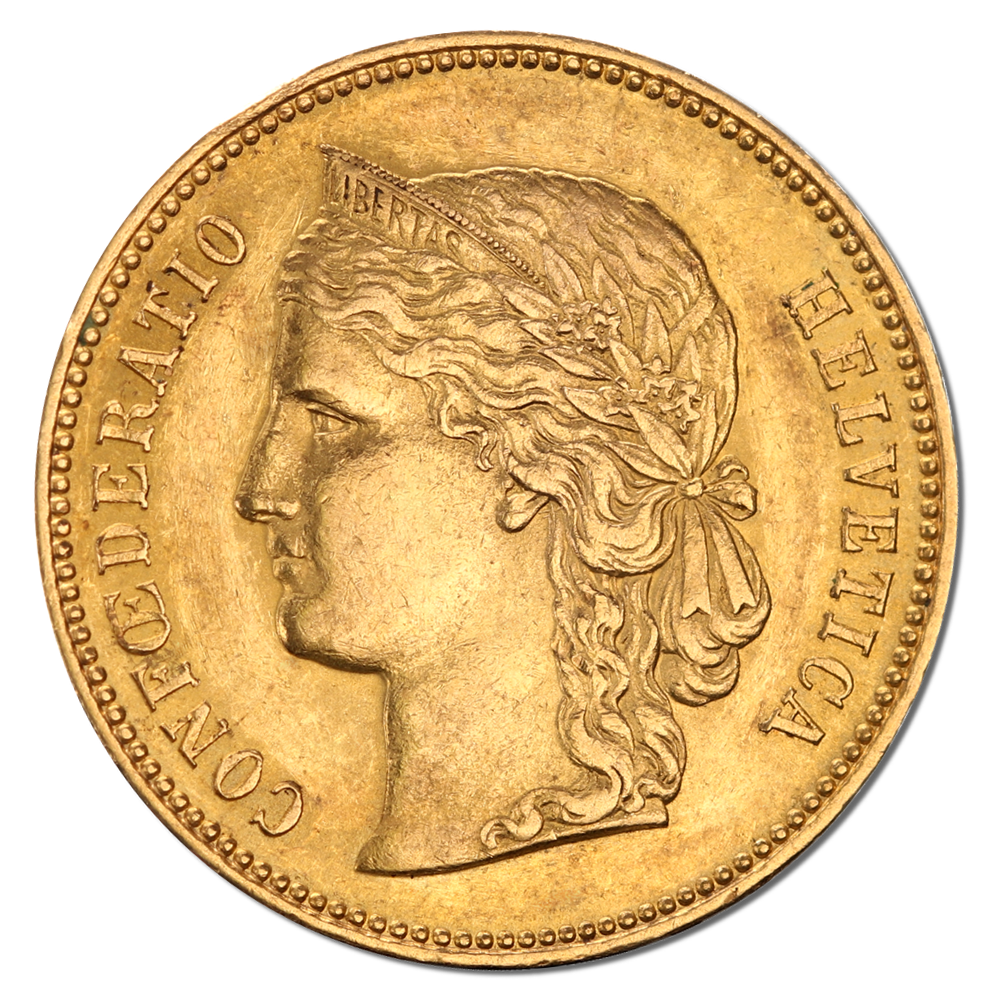
20 швейцарских франков

## Персонификации
Персонажи Колумбия из Соединённых Штатов и Марианна из Франции, Статуя Свободы в гавани Нью-Йорка и многие другие персонажи и концепции современности были созданы и рассматриваются как воплощения Либертас.